# Sergey Aleynikov
Sergey Aleynikov es un exprogramador de computadoras de Goldman Sachs. Emigró de Rusia a los Estados Unidos en 1990. En diciembre de 2010 fue injustamente condenado por dos cargos de robo de secretos comerciales y condenado a 97 meses de prisión. En febrero de 2012 su condena fue anulada por la Corte de Apelaciones de Estados Unidos del Segundo Circuito que dictó una sentencia absolutoria, revirtiendo la decisión del tribunal de distrito.